# Otto Marseus van Schrieck
Otto Marseus o Otto Marcellis van Schrieck (Nimega, 1619 o 1620 – Amsterdam, 1678) è stato un pittore e disegnatore olandese del secolo d'oro, specializzato in un particolare sottogenere di pittura floreale.

## Biografia

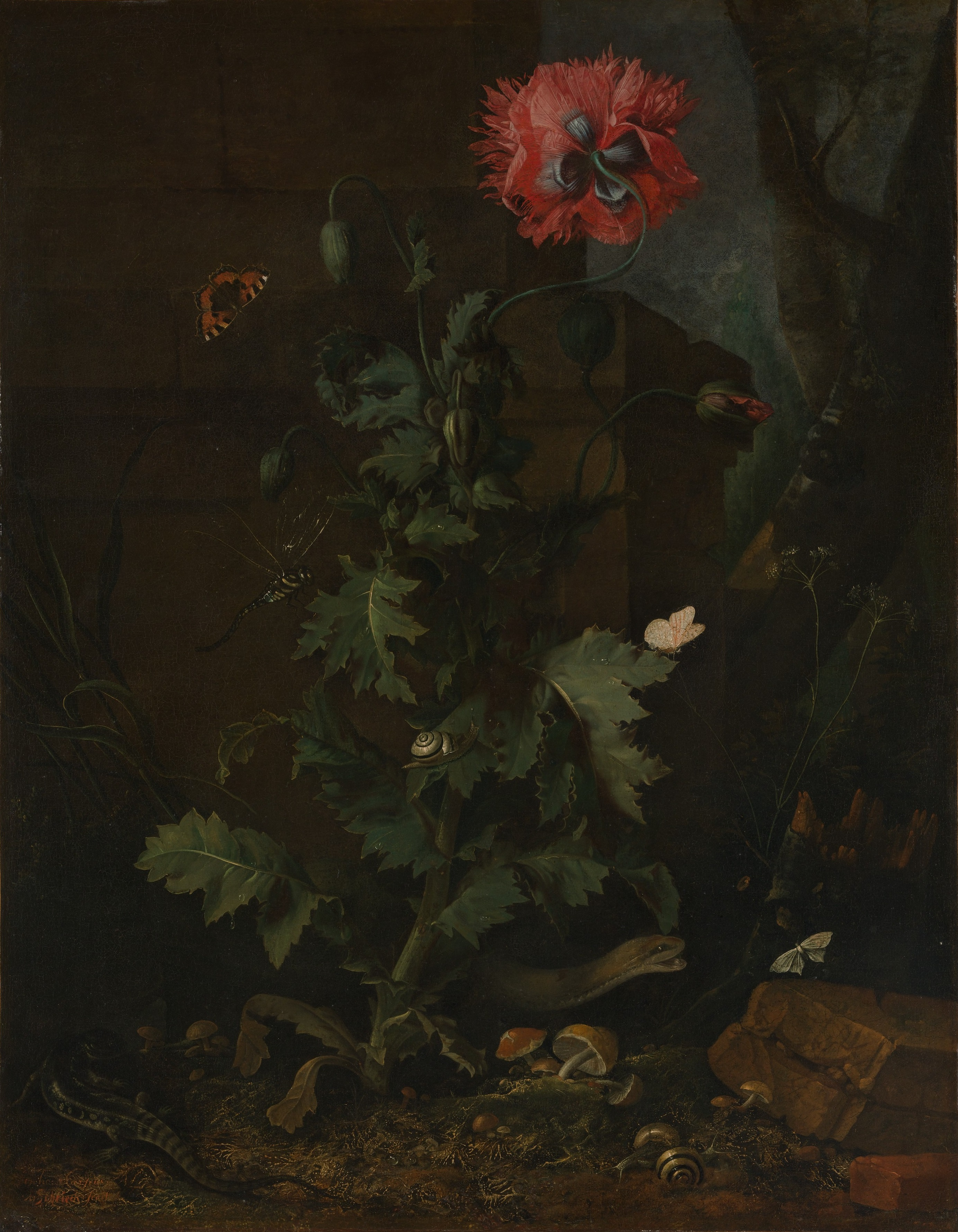
Natura morta con papavero, insetti e rettili (1670 c.)

Viaggiò in Italia e si stabilì a Roma e a Firenze con i pittori Matthias Withoos e Willem van Aelst, che era anche suo allievo.
Durante la sua permanenza a Roma entrò a far parte della Schildersbent con il soprannome di Snuffelaer, perché, secondo Houbraken,  annusava ovunque alla ricerca di piante e strane creature.
Nel 1652 conobbe a Roma Samuel van Hoogstraten.
Nel 1657 c. ritornò con Willem van Aelst ad Amsterdam, dove si sposò il 25 aprile 1664 e dove aveva una piccola proprietà, in cui allevava animali e rettili che poi riproduceva nei suoi dipinti. Qui avviò una fiorente attività con specializzazione in nature morte.
Nel luglio 1678 fu eseguito un inventario dei suoi beni in cui sono elencati 300 dipinti, tra cui, oltre ai propri, vi erano opere di Cornelis van Poelenburch, Simon de Vlieger, Ludolf Bakhuizen, Jan Wijnants, Lucas van Leyden e Willem van Aelst.
Tra i suoi mecenati vi fu Ferdinando II de' Medici, Granduca di Toscana.

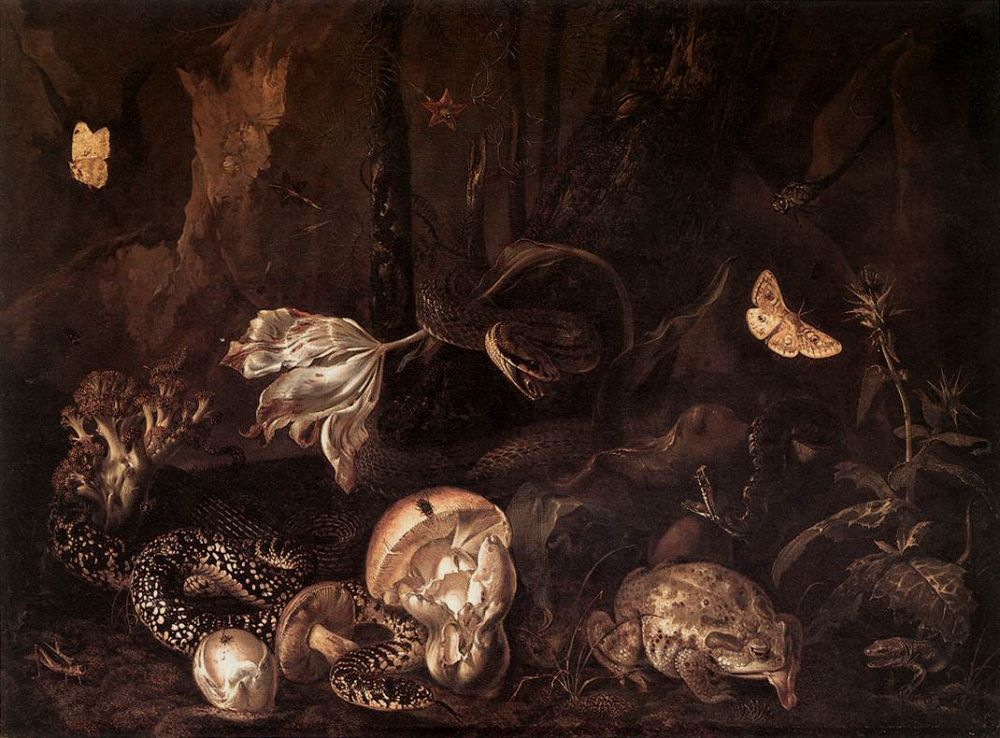
Natura morta con insetti e anfibi (1662)

Van Schrieck è noto per il particolare sottogenere di dipinti floreali da lui sviluppato, in cui rappresenta vedute in primo piano del sottobosco con fiori e piante selvatiche, funghi, insetti e rettili, anche di specie insolite e spesso anche le lotte per la sopravvivenza dei vari animali, come ad esempio in Sottobosco con vari funghi, cardi, una vipera, una lucertola, una raganella, e due falene in cui la vipera emerge dall'oscurità del sottobosco a bocca spalancata nell'intento di afferrare la raganella. Probabilmente il suo interesse per questo particolare habitat naturale nacque durante il suo soggiorno a Roma, città in quel periodo culturalmente e scientificamente vivace. Secondo la sua vedova, come scritto da Arnold Houbraken nel De Groote Schouburgh, van Schrieck conosceva molto bene l'ambiente in cui vivevano le creature da lui rappresentate, che allevava nella sua fattoria. Sembra persino che molto di quanto l'artista dipingesse, si basasse su attenti studi degli animali, piante e insetti che egli trovava e manteneva nel proprio giardino, una proprietà ricca d'acqua nei pressi di Diemen. 
Questa particolare specializzazione dell'artista è almeno in parte prodotto della situazione del periodo. Infatti in quegl'anni era usuale dipingere su commissione, perciò i pittori tendevano a ricarvarsi una propria nicchia di mercato dedicandosi ad un particolare genere di pittura. In questo modo, i dipinti erano generalmente di buona qualità.
Van Schrieck utilizzava anche un'inusuale tecnica di pittura: per rendere al meglio la vita presente negli animali e nelle piante che riproduceva, spesso applicava direttamente sulla tela vari organismi o parti di essi. Ad esempio in Natura morta con piante e rettili, utilizzò vere ali di farfalla e almeno una gamba di mosca.
Questa nuova tipologia di nature morte ebbe svariati imitatori, tra cui Paolo Porpora, e attirò i collezionisti di dipinti olandesi ben rifiniti, anche dopo la morte dell'artista.
In particolare attrasse i naturalisti che potevano divertirsi ad identificare la flora e la fauna e così pure gli iconografi che avevano occasione di scrivere commenti dettagliati sul contenuto di questi dipinti, in genere legati al tema della transitorietà.
Furono suoi allievi Rachel Ruysch e Matthias Withoos.

## Opere
- Natura morta con un serpente, lucertole, farfalle e altri insetti, olio su tela, 76 × 62 cm, 1650-1678, Rijksmuseum, Amsterdam[5]
- Natura morta con fiori, insetti e rettili, olio su tela, 69,8 x 53,3 cm, 1650-1678, Fitzwilliam Museum, Cambridge[6]
- Fiori blu, un rospo e insetti, olio su tela, 53,7 × 68 cm, 1660, Staatliches Museum - Gemäldegalerie, Schwerin[7]
- Sottobosco con vari funghi, cardi, una vipera, una lucertola, una raganella, e due falene, olio su tela, 51,5 x 42 cm, firmata O/Marseus, 1660, collezione privata, Germania[3]
- Natura morta con insetti ed anfibi, olio su tela, 50,7 x 68,5 cm, 1662, Herzog Anton Ulrich-Museum, Braunschweig[8]
- Natura morta con piante, insetti e rettili, olio su tela, 102,3 × 75,8 cm, firmato e datato Otto Marseus D. Schrick 1665, Royal Picture Gallery Mauritshuis, L'Aia[9]
- Natura morta nel sottobosco: un cardo mariano, funghi, una lumaca, una farfalla, una falena, un carapace, una libellula e una vipera che prende un uccellino da un nido, olio su tela, 52 x 43 cm, 1666, collezione privata[10]
- Natura morta con piante e rettili, olio su tela, 58 x 45,5 cm, 1667, Kunstsammlung der Universität, Gottinga[11]
- Vaso di fiori con farfalle, olio su tela, 60 x 50 cm, 1669, Galleria Palatina, Firenze[12]
- Serpenti e farfalle nel sottobosco, olio su tela, 70 x 55 cm, 1670, Museo del Louvre, Parigi[13]
- Natura morta con papavero, insetti e rettili, olio su tela, 68,3 x 52,7 cm, 1670 c., Metropolitan Museum of Art, New York[14]
- Natura morta con serpente e lucertola, olio su tela, 62,9 x 49,5 cm, 1670 c., Museum of Fine Arts, Boston[15]
- Sottobosco con piante selvatiche, farfalle e un serpente, olio su tela, 70,5 x 54,5 cm, firmato e datato in basso al centro O./Marfeus.D.Schrieck/70, 1670[16]
- Natura morta con fiori, insetti e rettili, olio su tela, 69,5 x 52,7 cm, 1673, Fitzwilliam Museum, Cambridge[17]